# Пино-гри Ай-Даниль
Пино-гри́ Ай-Дани́ль — марочное десертное ликёрное белое вино. Единственный производитель — ГК НПАО «Массандра» в Крыму.

## История
Вино вырабатывается с 1888 года. Его изготавливают из сорта винограда Пино серый, произрастающем в окрестностях села Даниловка на Южном берегу Крыма. Данная местность особенно благоприятна для произрастания винограда. Необходимым условием для производства этого вина является — достижение виноградом содержания сахара в 30 %.
Характеристики вина: содержание спирта 13 %, сахара 24 г/100 куб. см, титруемых кислот 4—5 г/куб. дм. Цвет тёмно-янтарный. Букет с оттенками айвы и ржаной хлебной корочки.
Вино производится ГП «Гурзуф» входящим в состав ГК НПАО «Массандра».

## Награды
На международных конкурсах вино награждено: 10 золотыми (награждено золотой медалью на «Втором международном конкурсе виноградных вин и коньяков» в Ялте в 1970 году и большой золотой медалью на Международном конкурсе «Ялта. Золотой Грифон — 2008») и 3 серебряными медалями. Среди них награды на конкурсах: «Любляна» (1955), «Брюссель» (1958), «Венгрия» (1958 и 1960 гг.).